# Spitzkoppe
Spitzkoppe (také Spitzkop, Spitzkuppe, Spitzkopje, Große Spitzkoppe, Groot Spitzkop) je mohutný žulový skalní suk v oblasti Damaralandu v centrální části Namibie, ve světě známý pod přezdívkou "Namibijský Matterhorn". Masív Spitzkoppe je prezentován jako jeden z nejpozoruhodnějších turistických cílů v Namibii a zároveň jako významná horolezecká lokalita. Část oblasti Spitzkoppe má status chráněného území.

## Geografická poloha, geologie a mineralogie
Masív Spitzkoppe se nachází v regionu Erongo necelých 120 km vzdušnou čarou na severovýchod od správního střediska regionu Swakopmundu, severně od obce Grootspitzkop a řeky Spitzkop, která tímto sídlem protéká. Masív, jehož převýšení nad okolní rovinatou savanou činí téměř 700 metrů, se skládá z několika částí. Nejvyšší vrchol hory, označované německy jako Große Spitzkoppe (v překladu Velká Spitzkoppe, resp. Velká Špičatá kupa), ční do výše 1728 m n. m. (pozn: některé zdroje uvádějí výšku 1784 m n. m.). Směrem na východ od Große Spitzkoppe je protažen hřeben Pontok (anglicky Pontok Mountains) s vrcholem ve výši 1626 m n. m. Třetí nejvyšší bod masívu představuje Malá Spitzkoppe (Kleine Spitzkoppe), vysoká 1584 metrů.
Masív Spitzkoppe, označovaný jako součást pohoří Erongo, jehož centrální část je od Spitzkoppe vzdálená přibližně 30 km směrem na východ, se formoval v době před zhruba 130 milióny let, kdy došlo k dělení superkontinentu Gondwana na africký a jihoamerický kontinent. Žulový masív Spitzkoppe byl vytvořen intruzí při pronikání magmatu staršími hlubinnými horninami v oblasti Damaralandu, jejichž stáří se udává v rozmezí 760 až 460 miliónů let, a do současné podoby byl vypreparován erozí v průběhu zmíněných 130 miliónů let.
Podobně, jako hlavní část pohoří Erongo, také Spitzkoppe je významnou mineralogickou lokalitou s výskytem drahých kamenů. Z drahokamů se zde nachází například topaz, růženín a některé odrůdy turmalínu.

## Flóra a fauna
V oblasti Spitzkoppe se vyskytují obdobné druhy živočichů a rostlin, jako v celém pohoří Erongo. Typickými rostlinami jsou například Cyphostemma currorii, Boscia albitrunca, "pouštní kedlubna" Adenia pechuelii, Euphorbie (pryšce), sukulenty či stromy z čeledi březulovitých (Burseraceae). Nechybí zde ani různé druhy hadů, včetně kobry černokrké, tzv. "plivající kobry".

## Historie

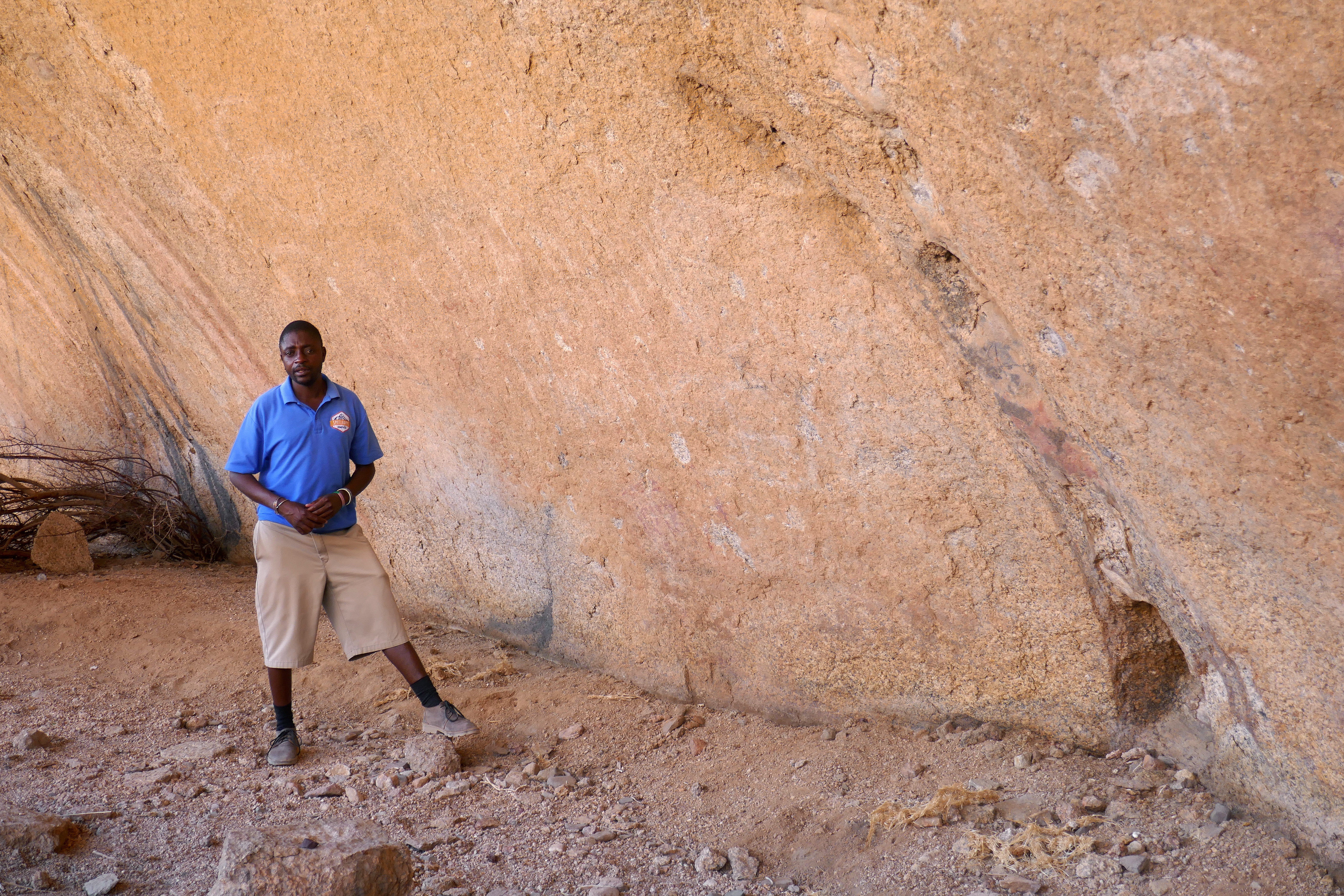
Damarský průvodce ukazuje kresby v Bushman's Paradise

Podobně, jako v hlavní části pohoří Erongo či v oblasti Brandbergu nebo Twyfelfonteinu, i na území Spitzkoppe existují důkazy o zdejším osídlení v neolitu. Jedná se především o skalní kresby a rytiny, z nichž nejstarší pocházejí z doby kolem 4400 př. n. l. Vyskytují se v lokalitě, označované jako Bushman Paradise nebo Bushman's Paradise v prostoru mezi hřebenem Pontok a Große Spitzkoppe. Toto místo, bohaté na různé skalní tvary a jeskynní systémy a pojmenované Bushman's Paradise (v překladu "Ráj Křováků") podle původních obyvatel z národa Sanů, bylo již v roce 1954 prohlášeno namibijskou národní kulturní památkou. Původně se ochrana týkala jen jeskyní s kresbami, v říjnu roku 2010 bylo chráněné území v oblasti Spitzkoppe rozšířeno jako Section 54 Conservation Area.

## Horolezectví
Spitzkoppe je od prvních desetiletí 20. století předmětem zájmu namibijských i zahraničních horolezců. Podle jisté pověsti údajně měl na vrchol vystoupit již v roce 1904 příslušník tzv. Schutztruppe, jak byly označovány vojenské jednotky v německých koloniích v Africe, avšak nikdy o tom nebyly nalezeny žádné důkazy či konkrétní svědectví. První doložené pokusy o výstup se uskutečnily ve 20. a 30. letech 20. století, avšak do vrcholových partií Spitzkoppe horolezci pronikli až ve 40. letech. Po nedokončených pokusech několika horolezeckých skupin se podařilo vystoupit na vrchol trojici jihoafrických horolezců (Else a Hans Wongovi a Johannes de Villiers Graaf) až 14. listopadu 1946.
Na Spitzkoppe se nachází více než 100 lezeckých cest, od lehčích až po značně obtížné (podle klasifikační stupnice UIAA stupeň V+). Lokalita nabízí také široké využití pro milovníky boulderingu. Součástí horolezecké oblasti je tzv. "big wall", 450 metrů vysoká "velká stěna". Horolezci jsou upozorňováni na to, že pro výstup není vhodné letní období, kdy jsou skály nesnesitelně rozpálené, a také je jim s ohledem na drsný a ostrý povrch žulových skal doporučováno vybavit se rukavicemi.

## Přístup
Spitzkoppe je dostupná po místních komunikacích, odbočujících zhruba 25 km západně od města Usakos ze silnice B2 ve směru na Swakopmund. Do oblasti býval přístup zcela volný, avšak poté, co zde docházelo k ničení místních prehistorických památek a také k loupežnému přepadení a zabití jednoho turisty, damarská komunita, obývající toto území, sem přístup omezila. Oblast byla částečně oplocena a za vstup se platí stanovený poplatek (horolezecký web summitpost.org uvádí z roku 2007 částku 20 randů za osobu a 10 randů za vůz). Ve skalách se nachází kemp s bungalovy a místem pro stanování.

## Fotogalerie

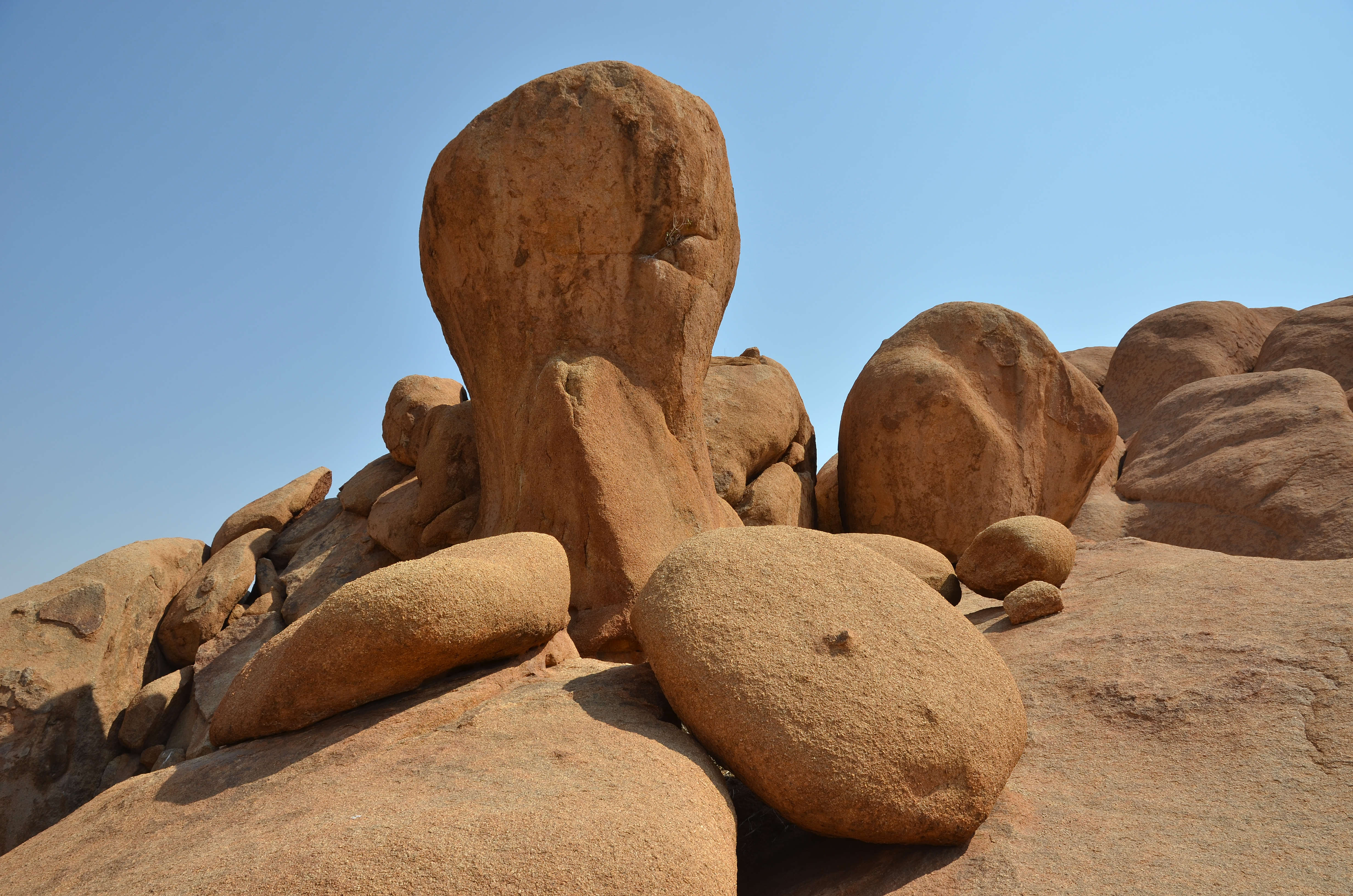
Tvary skal v Bushman’s Paradise
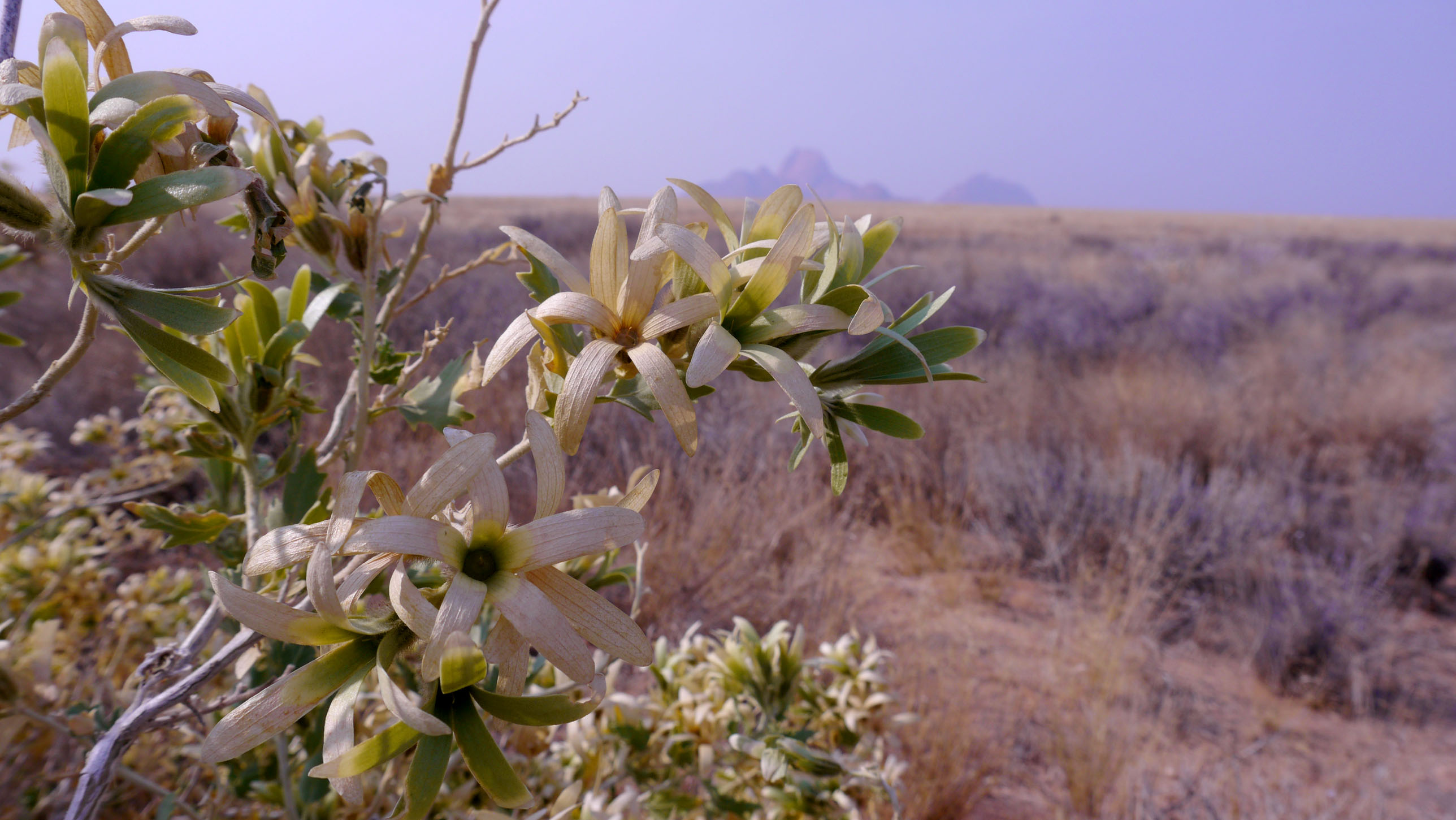
Kvetoucí Kissenia capensis,v pozadí Spitzkoppe
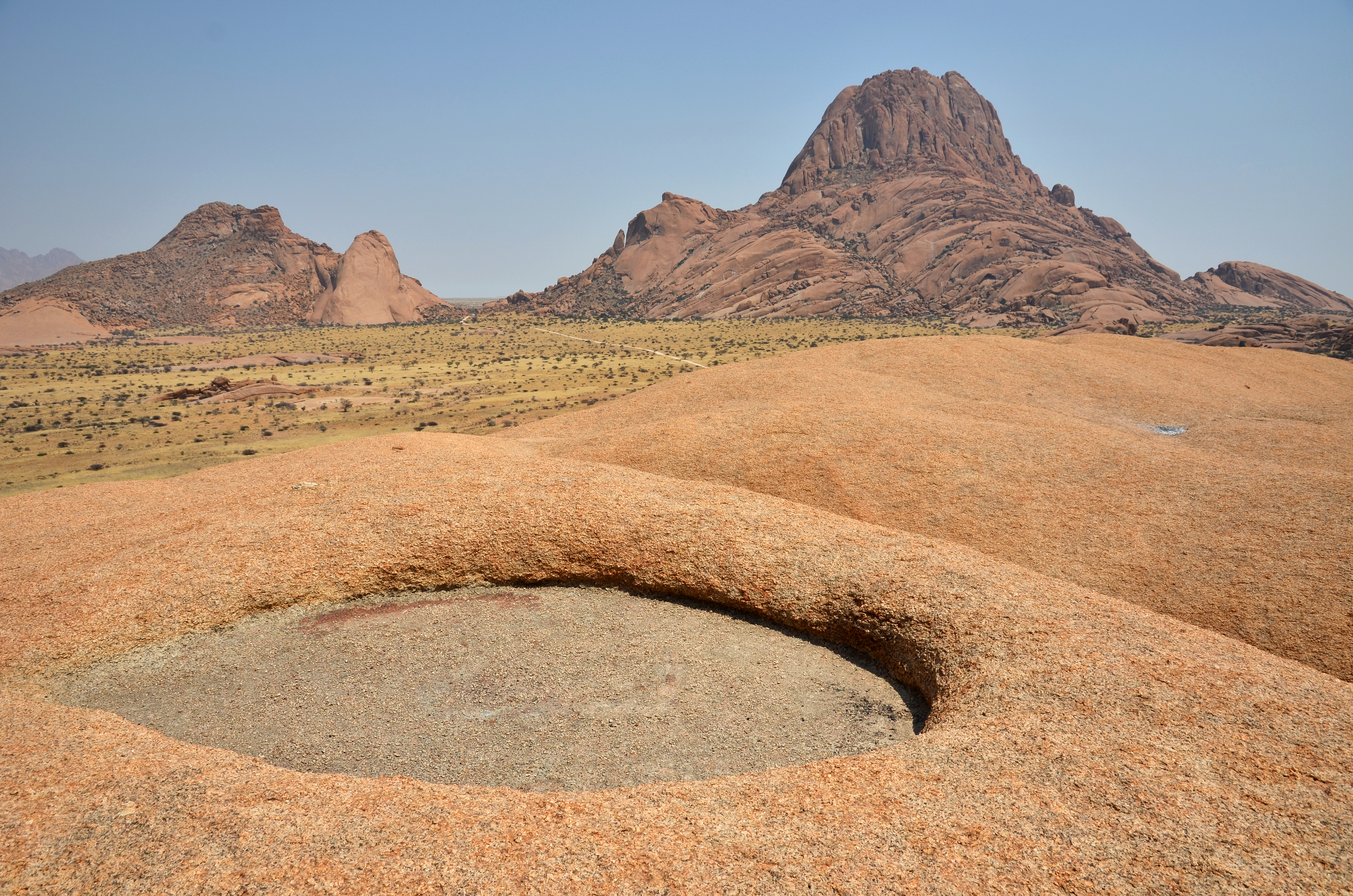
Skalní mísa na vrcholu žulové skály
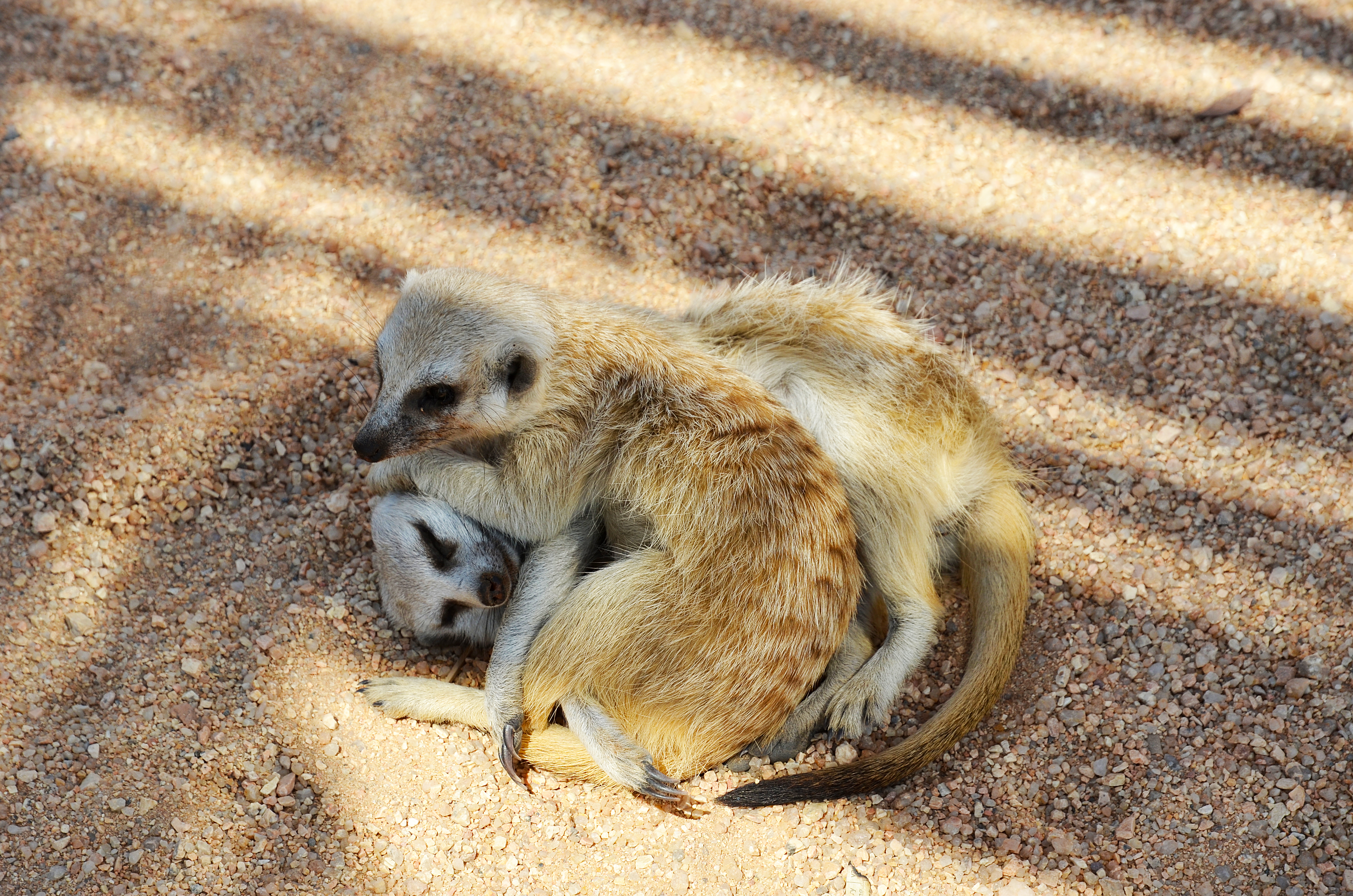
Surikaty, odpočívající mezi skalami
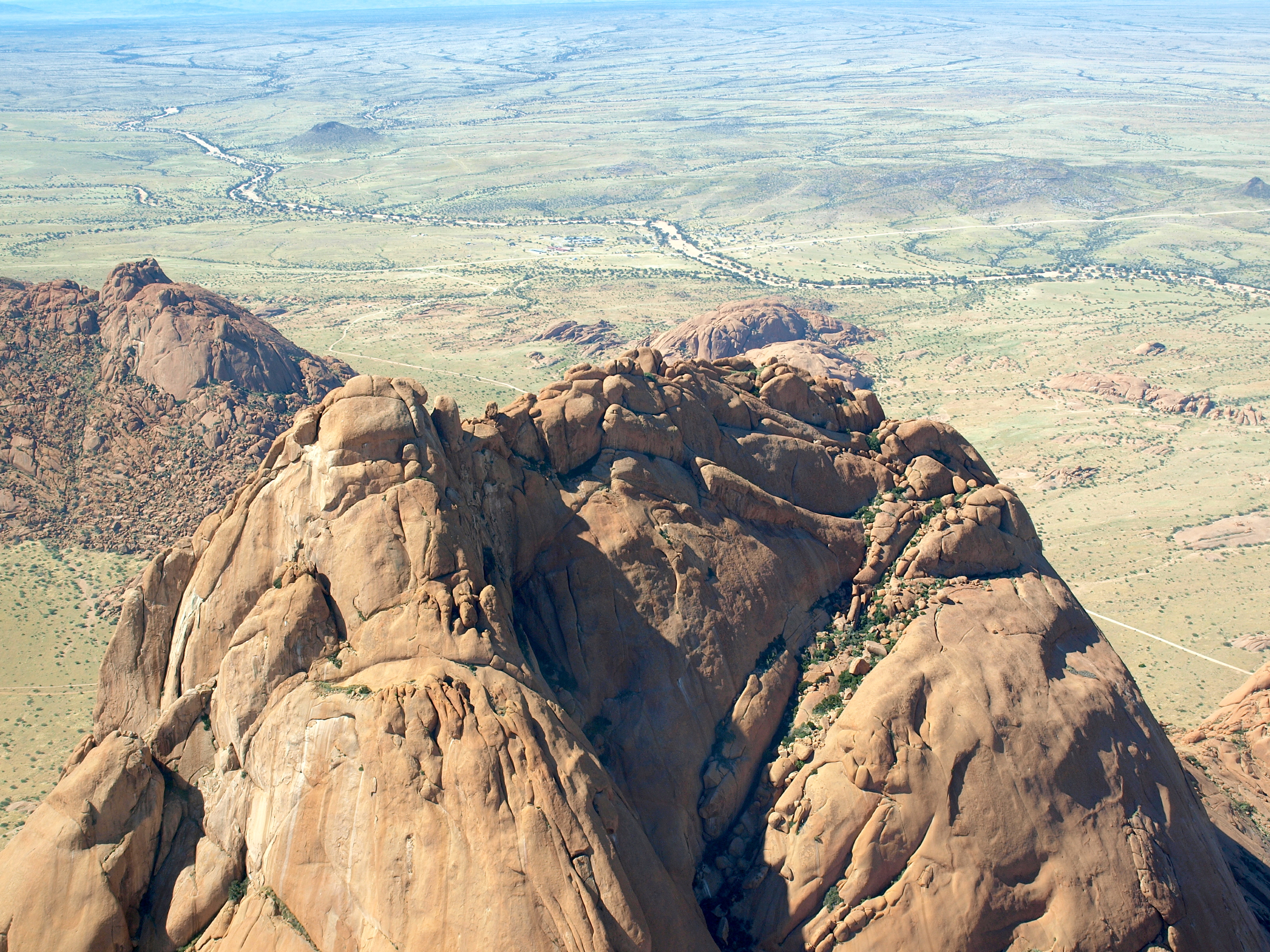
Letecký snímek vrcholu Große Spitzkoppe
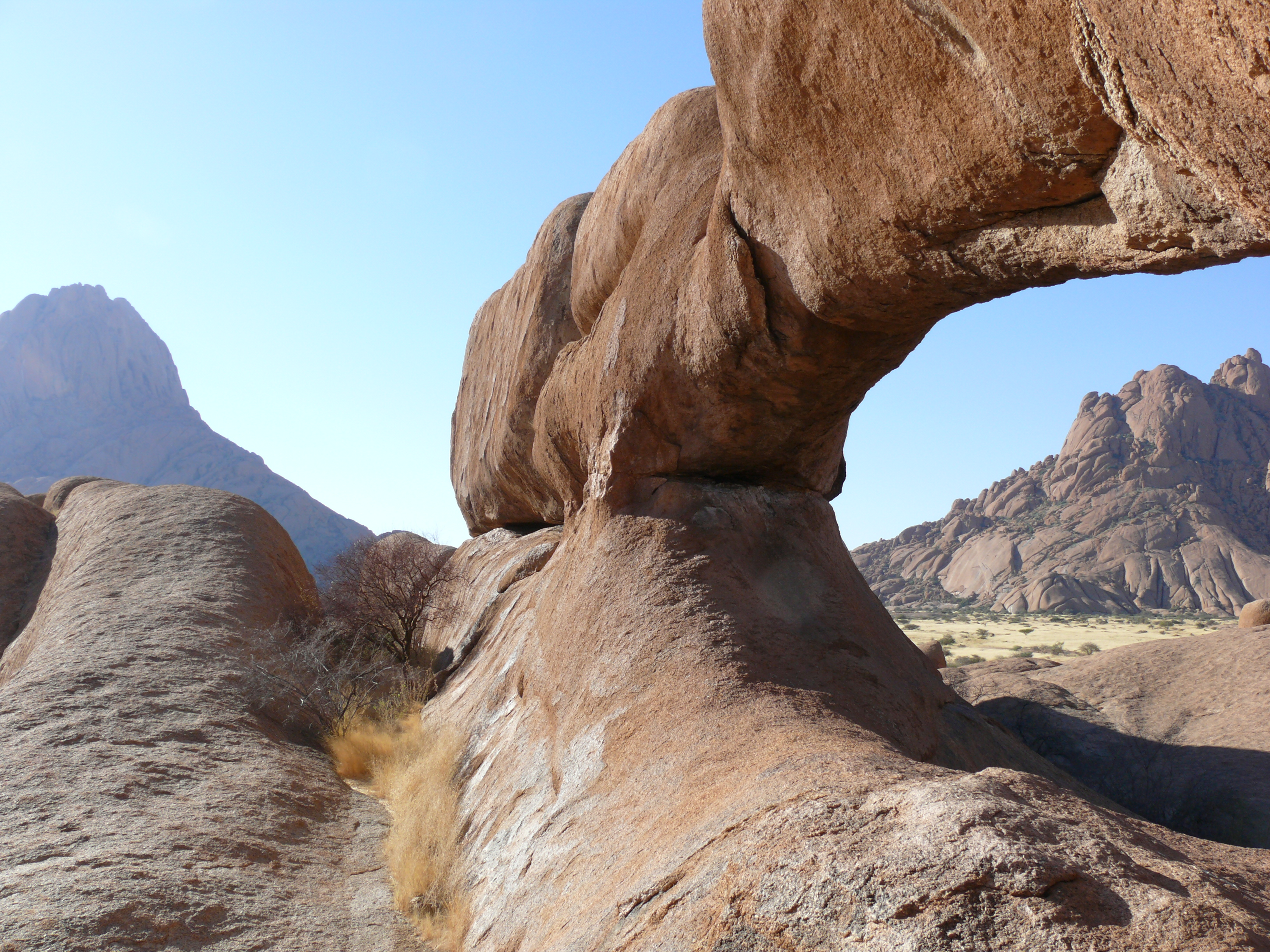
Skalní brána mezi Spitzkoppe a Pontokem